# تيار أدبي
تيار أدبي مصطلح يشير إلى اتجاه عام يسيّر الأذهان نحو فكرة معينة، وهو عبارة عن طغيان ذوق أدبي محدد في فترة محددة أو ممتدة. بحسب الروسي (جيرومونسكي) يُعرف التيار الأدبي كظاهرة عالمية، مرتبطة بالتطور العالمي، وحركة تبادل الآداب.